# Numerus clausus
Numerus clausus ("número fechado" em latim) é um dos muitos métodos usados para limitar o número de estudantes que podem estudar numa universidade. Em muitos casos, o objetivo do numerus clausus é simplesmente limitar o número de estudantes ao máximo possível em algumas áreas de estudos particularmente procuradas, com a intenção de manter uma oferta controlada de mão de obra qualificada e, assim, limitar a concorrência. Contudo, em termos históricos, em alguns países, as políticas de numerus clausus eram quotas religiosas ou raciais, tanto na intenção quanto na sua função.
O antónimo é numerus apertus.

## Uso histórico
Os países que legislaram diversas limitações à admissão dos estudantes judeus nas universidades, em vários momentos, foram: Áustria, Canadá, Hungria, Império Russo, Iraque, Letónia (desde 1934 sob o regime de Kārlis Ulmanis), Países Baixos, Polónia, Roménia, Estados Unidos, França de Vichy e Jugoslávia, entre outros.

### Exemplos selecionados

#### Alemanha
Toda uma série de leis numerus clausus foram adotadas em 1929 com base na raça e no local de origem, e não na religião. Em 25 de Abril de 1933, o governo nazi introduziu uma quota de 1,5 por cento para as novas admissões de alemães não arianos, essencialmente destinada aos judeus alemães que se pretendiam matricular nas escolas secundárias e nas universidades alemãs.

#### Hungria
O numerus clausus húngaro foi introduzido em 1920. A lei impôs formalmente limites ao número de estudantes de minorias nas universidades e legalizou os castigos corporais. Embora o texto não usasse o termo judeu, era quase o único grupo sobre-representado na educação superior. Esta política é frequentemente vista como a primeira Lei Antijudaica da Europa do século XX.
O seu objetivo era restringir o número de judeus a 6 por cento, que era a sua proporção na Hungria naquela época; a taxa de estudantes judeus era de aproximadamente 15% na década de 1910. Em 1928 – também por causa da pressão do capital liberal e da Liga das Nações – a lei foi modificada e a aprovação da quota étnica foi eliminada. No período de entre 1938 e 1945, as leis anti-judaicas foram revitalizadas e eventualmente pioraram muito, em parte devido à pressão da Alemanha Nazi e, principalmente, pela esperança húngara de rever o Tratado de Trianon com a ajuda da Alemanha Nazi de modo a que a Hungria recuperasse os territórios perdidos após a Primeira Guerra Mundial.

#### Polónia
As universidades polacas foram um foco do movimento político radical da Democracia Nacional (Narodowa Demokracja) e, desde a independência da Polónia em 1918, os estudantes de direita promoveram o regresso do sistema russo de numerus clausus. As tentativas da Universidade de Lviv de implementar o numerus clausus no ano letivo de 1922/1923 foram consideradas inconstitucionais. No início da década de 1930, o partido político Campo da Grande Polónia (Obóz Wielkiej Polski, OWP, em polaco) defendia o numerus nullus – isto é, uma exclusão completa dos judeus. Em 1931, a organização juvenil Juventude de Toda a Polónia (Młodzież Wszechpolska, em polaco) manifestou-se contra os estudantes de medicina judeus que operavam cadáveres cristãos. As faculdades de medicina cederam e os estudantes judeus receberam apenas cadáveres judeus. Os radicais polacos exigiram então a segregação dos estudantes judeus, primeiro pedindo a segregação "voluntária" e quando esta foi recusada, atacaram os estudantes judeus. Após manifestações violentas de radicais polacos, no ano letivo de 1937/1938 a maioria das universidades polacas introduziu a segregação. Em 1939, a maioria dos institutos polacos de educação superior implementaram um sistema numerus clausus.

#### União das Repúblicas Socialistas Soviéticas (URSS)
Certas instituições científicas e educacionais na URSS, como a Faculdade de Mecânica e Matemática da Universidade Estatal de Moscovo, implementaram restrições antijudaicas na segunda metade do século XX, sob o disfarce de numerus clausus. Oficialmente reivindicada para ajudar a promover a inscrição dos candidatos pertencentes às minorias étnicas sub-representadas na ciência soviética, como os Iacutos, esta política foi efetivamente usada apenas para discriminar os candidatos judeus. De acordo com Edward Frenkel, isto levou à criação de uma forte comunidade matemática no departamento de matemática avançada da Universidade Estatal Russa de Petróleo e Gás de Gubkin, que, como consequência, era composta por um grau significativo de estudantes judeus cuja entrada tinha sido negada na prestigiada Universidade Estadual de Moscovo.

#### América do Norte
Entre 1918 e a década de 1950, várias prestigiosas universidades privadas e faculdades de medicina dos Estados Unidos introduziram as políticas de numerus clausus limitando a admissão de estudantes com base na sua religião ou raça a certas percentagens dentro da população universitária. Muitos grupos minoritários foram impactados negativamente por estas políticas; um dos grupos afetados foram os candidatos judeus, cuja admissão em algumas faculdades de artes liberais da região da Nova Inglaterra e da cidade de Nova Iorque caiu significativamente entre o final da década de 1910 e meados da década de 1930. Por exemplo, a admissão na privada e prestigiosa Universidade de Harvard durante este período caiu de 27,6% para 17,1% e na privada e prestigiosa Universidade de Columbia de 32,7% para 14,6%. Quotas idênticas foram introduzidas nas faculdades de medicina e odontologia (medicina dentária), resultando durante a década de 1930 no declínio dos estudantes judeus: por exemplo, na Escola de Medicina da Universidade Cornell de 40% em 1918–22 para 3,57% em 1940–41, na Escola de Medicina da Universidade de Boston de 48,4% em 1929–30 para 12,5% em 1934–35. Na Universidade de Yale, as instruções do reitor Milton Winternitz ao departamento de admissões em relação às quotas étnicas foram muito específicas: "Nunca admita mais de cinco judeus, aceite apenas dois cristãos católicos italianos e não aceite nenhum negro." A exceção entre as faculdades médicas dos EUA era a faculdade de medicina da Universidade de Middlesex, no Massachusetts, que não tinha quotas e tinha muitos professores e estudantes judeus; os funcionários da escola acreditavam que o anti-semitismo desempenhou um papel no fracasso da escola em garantir a acreditação pela Associação Médica Americana (AMA).
O método mais comum, empregue por 90% das universidades e faculdades norte-americanas na época para identificar os candidatos "desejáveis" (nativos, brancos, cristãos protestantes), era o formulário de inscrição com perguntas sobre a sua preferência religiosa, raça e nacionalidade. Outros métodos mais subtis incluíam restrições a bolsas de estudo, rejeição de alunos transferidos e preferências por filhos e filhas de ex-alunos.
A preferência legada (legacy preference or legacy admission, em inglês) por admissões universitárias foi criada em 1925 na Universidade de Yale, onde o número proporcional de judeus no corpo discente crescia a uma taxa que se tornou alarmante para os administradores da escola. Antes daquele ano, Yale tinha começado a incorporar critérios amorfos como “caráter” e “solidez”, bem como “características físicas”, no seu processo de admissão como uma desculpa para excluir estudantes judeus; mas nada era tão eficaz como a preferência de legado, o que permitiu ao conselho das admissões ignorar sumariamente os judeus em favor de “filhos de Yale de bom caráter e histórico razoavelmente bom”, como dizia um memorando de 1929. Outras escolas, incluindo a Universidade de Harvard, logo começaram a seguir políticas semelhantes por razões semelhantes, e os estudantes judeus nas escolas da Ivy League foram mantidos em 10% durante a década de 1950. Tais políticas foram gradualmente descartadas durante o início da década de 1960, com a Universidade de Yale sendo uma das últimas grandes escolas a eliminar o último vestígio com a turma de 1970 (ingressada em 1966). Embora as admissões de legados como forma de excluir estudantes judeus possam ter cessado, a prática de dar preferência aos legados continua até os dias de hoje. No livro de 1998, The Shape of the River: Long-Term Consequences of Considering Race in College and University Admissions, os autores William G. Bowen, ex-presidente da Universidade de Princeton, e Derek Bok, ex-presidente da Universidade de Harvard, descobriram que "a taxa geral de admissão para legados foi quase o dobro de todos os outros candidatos".
A questão da preferência religiosa acabou por ser retirada dos formulários de inscrição de admissão e as evidências visíveis das políticas informais de numerus clausus nas prestigiosas universidades privadas e escolas médicas norte-americanas diminuíram na década de 1950.
Certas universidades canadianas tinham quotas de longa data sobre o número de judeus admitidos nas respectivas universidades. A quota estrita da Universidade McGill foi a mais longa, sendo oficialmente adotada em 1920 até o final da década de 1960.

## Uso moderno
O numerus clausus é utilizado em países e universidades onde o número de candidatos excede em muito o número de vagas disponíveis para estudantes. Este é o caso em muitos países da Europa continental. Os estudantes de grande parte da Europa escolhem a sua área de especialização quando iniciam os estudos universitários, ao contrário dos estudantes da América do Norte, que se especializam mais tarde. Áreas como medicina, direito, biologia, odontologia, farmácia, psicologia e administração de empresas são particularmente populares e, portanto, mais difíceis de obter admissão para estudar.

### Exemplos selecionados

#### Brasil
Em novembro de 2002, o Governo Federal Brasileiro aprovou a Lei nº 10.558 de 13 de novembro de 2002, conhecida como a “Lei de Cotas” ("Lei de Quotas"). Esta lei permitiu o estabelecimento das cotas (quotas) raciais nas universidades públicas. Em 2012, o Supremo Tribunal Federal do Brasil manteve esta lei por unanimidade.

#### Alemanha
O numerus clausus é usado na Alemanha para lidar com a superlotação nas universidades. Por um lado, existem restrições de admissão a nível local, que são estabelecidas para um programa de bacharelato (licenciatura) específico (Studiengang) consoante o critério da universidade. E, por outro lado, existem as restrições de admissão que são válidas para todo o país, apenas para os programas de bacharelato (licenciatura ou grau) em Medicina, Odontologia (medicina dentária), Medicina Veterinária e Ciências Farmacêuticas. Nem todos os programas de bacharelato (licenciatura ou grau) restringem as admissões. O critério de admissão mais comum é a nota final do título de ingresso na universidade, ou seja, o certificado de conclusão da educação média (educação secundária) que permite formalmente ao candidato estudar numa universidade alemã. Normalmente, este é o Abitur. A nota final tem em conta as notas dos exames finais bem como as notas da unidade curricular. No registo coloquial, numerus clausus também se pode referir à nota mais baixa admitida neste processo. Outros critérios, por exemplo, entrevistas, também são cada vez mais comuns.

#### Finlândia
O sistema finlandês de implementação do numerus clausus permite uma comparação com o modelo alemão. Na Alemanha, o peso principal da seleção dos alunos recai sobre as notas do Abitur (ou seja, o exame da educação média ou educação secundária). Na Finlândia, que tem um exame final nacional semelhante, o exame de matrícula (ylioppilastutkinto, em finlandês), a maioria das seleções dos estudantes é baseada nos exames de admissão. A maioria dos programas de bacharelato (licenciatura ou grau) pedem apenas o exame de uma única disciplina principal e tem os seus próprios procedimentos de admissão. Quase todos os programas possuem também uma pequena quota em que a nota é calculada exclusivamente com base na nota interna da educação média (educação secundária). Os exames de admissão escritos geralmente consistem em questões abertas que exigem que o candidato redija uma redação ou resolva problemas. Testes de múltipla escolha são incomuns.
Por outro lado, há áreas onde a concorrência por vagas de estudo é menos acirrada, que é especialmente o caso dos programas de engenharia e ciências naturais. É relativamente fácil ser aceito nestas áreas – nestes casos, apenas cerca de um terço das vagas de estudo em tecnologia são concedidas com base no exame de matrícula. Os demais alunos são todos admitidos por meio exclusivamente da nota interna da educação média (educação secundária). Após receber a vaga de estudo, o aluno deverá aceitá-la por escrito, sob pena de perda da vaga. Caso os alunos recebam mais do que uma vaga de estudo, o que é comum visto cada curso ter o seu próprio concurso, deverão, após saberem os resultados, selecionar apenas uma no website das candidaturas. Em cada ano letivo, uma pessoa pode aceitar apenas uma vaga de estudo numa instituição de educação superior. O sistema é aplicado através de uma base de dados nacional sobre as admissões dos estudantes.
No sistema finlandês, o numerus clausus é o factor mais importante que limita o número de estudantes. Depois de conseguir o ingresso, tradicionalmente o aluno não pode ser expulso, não paga qualquer mensalidade (propina escolar) e desfruta do benefício estatal para os estudantes.

#### França
Em França, apenas o ingresso nas Grandes Escolas (Grandes Écoles) é obtido através de concursos com um número fixo e limitado de vagas anuais. Por outro lado, no final do primeiro ano do bacharelato (licenciatura ou grau) em Medicina nas universidades, até 2020, existia um concurso com numerus clausus para determinar quais os alunos autorizados a prosseguir para o segundo ano; nos últimos anos dos estudos médicos, há um concurso de internato (concours de l'internat) para a escolha das especialidades médicas.

#### Índia
A Índia não permite que os estudantes estrangeiros estudem em todas as universidades e escolas. Apenas um reduzido número de universidades permitem que os estudantes estrangeiros possam se candidatar através da categoria de admissão direta ou NRI (índio não residente) ou quota de gestão. A Índia tem categorias complexas de admissão de estudantes e não existem leis que tenham sido explicitamente escritas para os estudantes estrangeiros. Hoje em dia, menos de 0,5% das instituições de educação superior na Índia admitem estudantes estrangeiros.

#### Irlanda
Numerus clausus também é usado na Irlanda. A University College Dublin utiliza este sistema na sua admissão em Medicina e Medicina Veterinária.

#### Suíça
A introdução do numerus clausus na Suíça limitou o acesso aos bacharelatos (licenciaturas ou graus) em Medicina nas universidades. Em todas as universidades da parte de língua alemã da Suíça, os estudantes precisam de obter uma pontuação elevada num teste de aptidão que inclui o pensamento lógico e espacial e as competências de compreensão de texto.
As universidades da parte ocidental de língua francesa da Suíça não decidiram introduzir um numerus clausus. Em vez disso, estas universidades proporcionam acesso irrestrito ao currículo do primeiro ano de Medicina; e os melhores alunos do primeiro ano podem continuar os seus estudos médicos na mesma ou noutra universidade. Noutras faculdades muito populares, como psicologia ou jornalismo, também existem testes de aptidão – mas dizem respeito apenas a uma única universidade.

#### Estados Unidos da América
Desde a década de 1980 e, mais incisivamente, a partir de 2017, têm havido crescentes manifestações a favor da criação de uma quota asiática nas admissões às faculdades, análoga à anterior quota judaica, com base no argumento de que os estudantes de ascendência asiática têm naturais vantagens cognitivas nas admissões aos cursos mais populares, e que isso cria uma concorrência desleal aos estudantes de outras ascendências.

## Críticas
Tal como acontece com as faculdades de negócios (administração, economia) com admissão competitiva, o numerus clausus é criticado porque serve para criar espírito corporativo (esprit de corps) e consciência de grupo, isto é, sentimento de casta e impunidade. Os estudantes de cursos fechados (com vagas muito restringidas) morrem mais de depressão, alcoolismo e tabagismo do que estudantes de cursos abertos. Estes elementos são difíceis de caracterizar e são categoricamente negados pelas faculdades médicas e associações profissionais médicas, que salientam que, por um lado, inicialmente o número de médicos devia corresponder ao número de pacientes, e que, por outro lado, a limitação do acesso permite aumentar a proporção do orçamento por aluno.
Em França, na década de 2000, o numerus clausus foi criticado porque os alunos não conseguiam passar no exame de admissão que para Medicina, em França, ocorre na passagem do 1º ano para o 2º ano do bacharelato (licenciatura ou grau) e sentiam que haviam perdido um ou mais anos se preparando em vão para estes exames de admissão do final do 1º ano. Críticas semelhantes chegam das faculdades de desporto (ciências e técnicas do desporto e da atividade física) onde o numerus clausus assume a forma de um sorteio porque as universidades apenas podem orçamentar um número limitado de vagas.
Desde a década de 2010, o numerus clausus tem sido amplamente contornado pelos estudantes franceses na Bélgica, Bulgária, Espanha, Portugal e Roménia. Com efeito, se forem qualificados no Espaço Económico Europeu (EEE), podem exercer livremente a sua profissão em França. Estes estudantes criticam o facto de terem de se deslocar para o estrangeiro durante os seus estudos, por vezes com custos elevados. Os estudantes de pós-graduação em França criticam o fato de estarem limitados na escolha da sua especialidade durante os testes de classificação, enquanto um estudante expatriado tem mais liberdade para escolher a sua especialidade. Os médicos africanos francófonos (argelinos, chadianos, etc.) não podem ter o seu diploma reconhecido porque não são europeus, apesar da sua formação e competências serem elogiadas pelos seus colegas franceses.
O numerus clausus é criticado por criar uma escassez quando não é suficientemente elevado, por exemplo na área da Geriatria hospitalar ou na especialidade médica de Medicina Geral e Familiar (Clínica Geral). Para além disso, a competição leva a testes de classificação e a uma hierarquia de especialidades e remunerações. Por exemplo, a especialidade médica de Saúde Pública (Medicina Ocupacional) é denegrida por certos médicos e é frequentemente composta por médicos estrangeiros que são menos bem pagos do que os seus colegas nacionais com trabalho e diplomas equivalentes.

## Relacionado com outros assuntos para além da educação
Numerus clausus também é uma norma que regulamenta o número de praticantes de um serviço público em diversas áreas. Nos EUA, por exemplo, limita o número de lojas de bebidas alcoólicas que podem existir numa determinada área geográfica.
Em França, limita a distribuição geográfica dos notários de direito civil e, na verdade, limita a concorrência pelos seus serviços (uma vez que os seus honorários são fixados pelo Estado). Os notários tratam, por exemplo, de transações de títulos, o que não é permitido aos advogados em França. Limitações semelhantes aplicam-se às farmácias e às instalações licenciadas para o consumo de bebidas alcoólicas fortes (teor alcoólico superior a uma determinada percentagem).
Na Índia, o sistema de quotas de castas para a colocação profissional é aplicado e, vigorosamente defendido pelas constantes greves e motins entre castas.
Muitas vezes, a regra é administrada pela empresa ou órgão profissional ao qual o servidor público pretende aderir, mas também é empregue por entidades estatais que têm a responsabilidade de garantir a uniformidade de um serviço público numa geografia nacional.

### Direito
Numerus clausus também é usado no direito, em particular no direito da propriedade, como o princípio de que o sistema de imóveis permite apenas um número limitado de direitos de propriedade disponíveis num sistema jurídico. O princípio do numerus clausus tem as suas raízes no Direito Romano. No direito alemão, o princípio do numerus clausus tem uma base constitucional e limita os direitos de propriedade no seu número (Typenzwang) e no seu conteúdo (Typenfixierung). Outros estados europeus adotam doutrinas iguais.

## Leituras adicionais
Livros
- J Karabel, The Chosen: The Hidden History of Admission and Exclusion at Harvard, Yale, and Princeton (Houghton Mifflin, 2005)
- MG Synnot, 'Anti-Semitism and American Universities: Did Quotas Follow the Jews?', in Jeffrey S. Gurock (ed), Anti-Semitism in America (Routledge 1998) vol. VI, parte 2

Artigos
- T Merrill and H Smith, ‘Optimal Standardization in the Law of Property: The Numerus Clausus Principle’ (2000) 110 Yale Law Journal 1
- H Hansmann and R Kraakman, ‘Property, Contract and Verification: The Numerus Clausus Problem and the Divisibility of Rights’ (2002) 31 Journal of Legal Studies 373